# Callaeum reticulatum
Callaeum reticulatum är en tvåhjärtbladig växtart som beskrevs av David Mark Johnson. Callaeum reticulatum ingår i släktet Callaeum och familjen Malpighiaceae. Inga underarter finns listade i Catalogue of Life.